# Malik Shams al-Din Ali ibn Qutb al-Din
Shams al-Din Ali (vers 1387 - 1438 /1439) fou malik mihrabànida de Sistan de 1419 fins a la seva mort. Era fill de Qutb al-Din Muhammad.
Durant la vida del seu pare va entrar al servei dels timúrides a l'exèrcit de Xah Rukh. El 1414-1415 va dirigir l'exèrcit mihrabànida que va ajudar a Shah Rukh a sufocar la revolta al Fars. També va participar en la derrota d'una revolta al nord del Sistan contra el seu pare. A la mort d'aquest darrer el febrer de 1419 els prínceps i emirs de Sistan el van proclamar successor.
Shams al-Din va viatjar a la cort de Shah Rukh que el va confirmar com a malik de Sistan. El 1420 fou cridat per participar en la campanya timúrida contra els Qara Qoyunlu. Shah Rukh va derrotar l'exèrcit del turcman Kara Iskandar i va ocupar Azerbaidjan i Armènia el 1421. Shams al-Din fou nomenat governador de Tabriz, una posició que va mantenir dos anys.
Quan va retornar a Sistan, Shams al-Din va treballar amb força per reparar els danys causats per la invasió de Shah Rukh de 1407; a més de construir canals de reg va començar a finals de 1422 la construcció d'una nova ciutat que havia d'esdevenir la seva capital. Shams al-Din va treballar en el projecte durant anys; va participar en la campanya de Shah Rukh contra els qara qoyunlu el 1434 i el 1436 va retornar amb arquitectes, paletes i picapedrers de Tabriz per ajudar-lo en la construcció de la ciutat, el nom de la qual no se sap del cert (B.r.k. o Mirak). Al mateix temps el seu germà Shah Jalal al-Din fou conegut per haver construït escoles, cases de caritat, i institucions religioses que van portar diversos erudits a Sistan.
Shams al-Din va morir el 1438 o 1439 i el va succeir el seu fill Malik Nizam al-Din Yahya.